# Harold Burrough
L'almirall Sir Harold Martin Burrough, GCB, KBE, DSO* (4 de juliol de 1889 - 22 d'octubre de 1977) va ser un oficial superior de la Royal Navy i cap adjunt de l'estat major de la Royal Navy durant la Segona Guerra Mundial.

## Biografia

### Inici de la carrera professional
Nascut com el desè fill del reverend Charles Burrough i la seva esposa Georgina Long, Burrough va començar la seva carrera com a cadet naval el 1903 després de ser educat a la St Edward's School d'Oxford. Va veure acció per primera vegada durant la Primera Guerra Mundial com a oficial d'artilleria a bord HMS Southampton, participant a la batalla de Jutlàndia el 1916.
Entre novembre de 1918 i gener de 1919 va servir a bord de l'HMAS Australia, sota el govern australià, com a oficial d'artilleria.
Entre setembre de 1926 i juliol de 1927 va servir a la Mediterània, a bord del cuirassat HMS Barham.
Entre desembre de 1928 i agost de 1928 va estar a la Divisió d'Entrenament i Tasques d'Estat Major; i al març de 1930 va fer el Curs de Guerra d'Oficials Superisos al RN War College, a Greenwich (HMS President).
El 1930 se li va donar el comandament del HMS London. Entre 1932 i 1934 va estar a l'estat major de l'Escola Tàctica a Portsmouth. Va ser nomenat comandant de la 5a Flotilla de Destructors el 1935 i del HMS Excellent el 1937. Va ser nomenat Cap Adjunt de l'Estat Major Naval el 1939.

### Segona Guerra Mundial
El setembre de 1940 va ser nomenat contraalmirall comandant del 10è Esquadró de creuers. Durant la Segona Guerra Mundial, va ser guardonat amb l'Orde del Servei Distingit després de l'operació Archery, un atac a les illes noruegues de Vågsøy i Måløy el 27 de desembre de 1941 en què nou vaixells enemics van ser enfonsats per la Marina i la Royal Air Force i les guarnicions van ser aniquilades per la força d'atac. Burrough serviria a l'Estat Major Naval durant dos anys fins al 1942. El juliol d'aquell any va rebre el comandament de la força d'escorta propera per a l'operació Pedestal, i posteriorment va ser posat al comandament de les forces navals aliades a l'assalt a Alger durant l'operació Torxa, a més de dirigir els desembarcaments del nord-oest d'Àfrica.
Després d'esdevenir oficial de bandera al comandament de Gibraltar i els accessos al Mediterrani el setembre de 1943, Burrough va succeir l'almirall Sir Bertram Ramsay com a comandant en cap de la Força Expedicionària de la Marina Aliada (ANXF), després de la mort de Ramsay després d'un accident d'avió el gener de 1945. Planificant l'estratègia i les operacions navals aliades, treballant estretament amb el general nord-americà Dwight D. Eisenhower durant els darrers anys de la guerra, Burrough va ser un dels signataris dels Documents de Rendició Alemanya el 7 de maig de 1945 a Reims.
Va romandre com a comandant naval ocupant l'Alemanya de la postguerra, on entre les seves funcions va autoritzar la formació de l'Administració Alemanya de Desminatge. Després va esdevenir Comandant en Cap de The Nore el 1946. Es va retirar el 1949, rebent la Gran Creu de l'orde del Bant aquell mateix any.
Va morir el 22 d'octubre de 1977 d'una pneumònia a la residència d'avis Moorhouse, Hindhead, Surrey.

## Família
Burrough es va casar el 1914 amb Nellie Wills, filla de C.W Outhit of Halifax, Nova Escòcia, i van tenir dos fills i tres filles. La seva dona va morir el 1972.

## Dates de promoció
Cadet - 1904
 Sotstinent - ?
 Tinent - 15/10/1909
 Tinent Comandant - 30/05/1917
 Comandant - 31/12/1921
 Capità - 30/06/1928
 Contraalmirall - 01/08/1939
 Vicealmirall - 30/10/1942
 Almirall - 25/09/1945 (en funcions 19/01/1945 - retirat 03/02/1949)

## Condecoracions
Gran Creu de l'Orde del Bany (GCB) – 1/1/1949
 Comandant de l'Orde del Bany (KCB) – 08/06/1944
 Company de l'Orde del Bany (CB) – 08/09/1939
 Comandant de l'Orde de l'Imperi Britànic (KBE) – 08/09/1942
 Orde del Servei Distingit amb Barra
 Orde del Servei Distingit – 03/04/1942
 Barra a l'orde del Servei Distingit – 20/4/1943
 Estrella de 1914
 Medalla Britànica de la Guerra 1914-20
 Medalla de la Victòria 1914-1918
 Estrella de 1939-45
 Estrella de l'Atlàntic
 Estrella d'Àfrica
 Medalla de la Guerra 1939-1945
 Comandant de l'Orde d'Orange Nassau (Països Baixos) – 20/5/1947
 Medalla del Servei Distingit a la Marina (Estats Units) – 19/1/1943
 Legionari de la Legió del Mèrit (Estats Units) – 1/7/1945
 Cavaller de la Legió d'Honor - 1949